# プロレタリア革命と背教者カウツキー
『プロレタリア革命と背教者カウツキー』 (ロシア語: Пролетарская революция и ренегат Каутский）とは、1918年に出版されたレーニンの著作。同じ年に出版されたカール・カウツキーの著作『プロレタリアートの独裁』によるボリシェヴィキ批判に反論した。

## 背景
第一次世界大戦の勃発に際し、ドイツ社会民主党は祖国防衛主義、城内平和の立場をとり、議会で軍事公債に賛成投票した。国際主義を守ろうとする党内の左派勢力は激しく反発し、分裂へと向かった。カウツキーの「中央派」は戦争に反対しながらも党の統一を優先させた。
レーニンはドイツ社会民主党の「裏切り」を激しく非難し、『社会主義と戦争』をはじめとする著作においてカウツキーを祖国防衛主義の右派と同一視した。そして『帝国主義論』や『国家と革命』では理論的な面からもカウツキーを徹底的に批判した。
一方、カウツキーもメンシェヴィキに近い観点からボリシェヴィキを批判した。1918年に出版された『プロレタリアートの独裁』は十月革命を批判する最初のまとまった著作となった。
レーニンは即座に『プロレタリアートの独裁』にたいする反論を執筆し、1918年暮れに『プロレタリア革命と背教者カウツキー』を出版した。

## 概要
本書の概要は以下の通り。

### 「純粋民主主義」か、プロレタリア民主主義か
カウツキーは、ボリシェヴィキとメンシェヴィキの対立を「民主主義的方法と独裁的方法との対立」と捉え、自由主義者的にブルジョア民主主義を民主主義一般として美化している。独裁を「どんな法律にも拘束されない一個人の独裁政治」と規定したのは正しくない。「プロレタリアートの革命的独裁は、ブルジョアジーにたいするプロレタリアートの暴力によってたたかいとられ維持される権力であり、どんな法律にも拘束されない権力である」。プロレタリアートの独裁というマルクスの言葉は文字どおりの意味ではなく、民主主義のもとで多数者を平和的に獲得することを意味する、というカウツキーの主張は、暴力革命を否定するものにほかならない。
歴史上存在するのは「民主主義」一般ではなく、ブルジョア民主主義とプロレタリア民主主義であった。プロレタリア民主主義は大衆の統治への参加や実質的な集会・出版の自由の実現をもたらす。
プロレタリア民主主義からブルジョアジーは除外しなければならない。ブルジョア民主主義的な形式的平等は、搾取が廃絶されるまで事実上の平等に転化しない。しばらく優越性を保つブルジョアジーの革命に対する抵抗を抑えなければならない。

### ソヴィエト民主主義
カウツキーはボリシェヴィキがソヴィエトを一階級の戦闘組織から国家組織に変えたことを非難する。これは、ロシア革命においてプロレタリアートは勝利してはならない、というマルトフの見解を無批判に全ヨーロッパ的地盤に移したものである。
憲法制定議会の解散に関し、カウツキーは「憲法制定議会についてのテーゼ」から「ソヴェト共和国は（憲法制定議会をいただく普通のブルジョア共和国にくらべて）いっそう高度な型の民主主義制度の形態である」という第三のテーゼを引用し、「ただ残念なことは、憲法制定義会で少数派になったのちにはじめて、こういう結論に達したことである。それ以前には、レーニンよりも猛烈に憲法制定議会を要求していたものはだれもなかった」と評している。しかし、第二のテーゼには「憲法制定議会を召集せよという要求をかかげながら、革命的社会民主主義派は、1917年の革命のそもそものはじめから、ソヴェト共和国が、憲法制定議会をそなえた普通のブルジョア共和国よりも高度な形態の民主主義であることをなんども強調してきた」と書かれている。第二のテーゼを無視することにより、カウツキーは憲法制定議会とソヴィエトの階級的内容を分析する課題を避けてしまった。

### 国際主義
カウツキーの国際主義は、帝国主義的ブルジョア政府にむかって改良を要求するが、すべての交戦国が無併合・無賠償のスローガンを採用しないあいだは、この政府の支持をつづけ、この政府のおこなう戦争の支持をつづけるということである。理論的には、これは、社会排外主義者と分離する能力のまったくないことであり、祖国擁護の問題における完全な混乱である。政治的には、これは、国際主義を小市民的民族主義とすりかえることであり、改良主義への移行であり、革命の放棄である。
カウツキーは「ボリシェヴィキ革命は、それが全ヨーロッパの革命の出発点となり、ロシアの大胆なイニシアティヴが全ヨーロッパのプロレタリアに立ちあがるよう呼びかけるであろう、という前提を基礎としていた。〔……〕いままでのところ、この前提は立証されていない。そしていま、ヨーロッパのプロレタリアは、ロシア革命を見すて、裏切った、と非難されている。これは、だれともわからない人にたいする非難である」と批判する。しかし、革命的情勢があるばあいにヨーロッパ革命を期待することは、マルクス主義者にとっては必須である。カウツキーは、実際には、裏切りにたいする非難はドイツの「左派」が、スパルタクス団員が、リープクネヒトとその同志が出したこと、また出していることをよく知っている。この非難が、なによりも、むけられているのは、つねにしいたげられている大衆にたいしてではなく、シャイデマン一派やカウツキー一派のように、大衆と不活発さとたたかうために大衆のなかで革命的に煽動し、革命的に宣伝し、革命的に活動する義務をはたさなかった指導者、被抑圧階級大衆の奥ふかくつねにねむっている革命的な本能と衝動に、さからう行動を実際にはとった指導者にたいしてである。

### 農村におけるブルジョア革命とプロレタリア革命
ボリシェヴィキ革命の勝利は、君主制と地主的土地所有が完全に破壊されたことを意味した。ブルジョア革命は最後まで遂行された。農民は、全体としてわれわれに追随した。ソヴェトは農民一般を統合した。1918年の夏と秋にはロシア全土に富農の暴動の波がひろまった。ソヴェト共和国は、武装した労働者の部隊を農村へ派遣し、農村に社会主義をもちこみ、貧農を味方にひきつけ、貧農を組織し、啓発し、貧農がブルジョアジーの抵抗を抑圧するのをたすけている。農村においてプロレタリア革命が始まった。
1918年2月6日に交付された土地社会化法は、平等な土地用益を設定した。ボリシェヴィキは、この平等な土地用益の思想を、ブルジョア民主主義革命を最後まで遂行する意義を持つものと評価する。同時に、それが不十分なもので、土地の共同耕作、社会主義へとうつる必要があることを、大衆に訴える。
すべてのエス・エル左派をふくめて、わがナロードニキは、わが国で実施された方策が土地の国有化であることを否定している。彼らは理論的に正しくない。われわれが商品生産と資本主義とのわく内にとどまっているかぎり、土地私有の廃止は、土地の国有化である。ボリシェヴィキはエス・エル左派をたすけてブルジョア民主主義的な土地の国有化を実現した。そのことにより、農業で社会主義へうつる最大の機会をプロレタリア国家にあたえた。

## その後の展開

### 戦時共産主義にたいする自己批判
本書でレーニンが主張した「農村におけるプロレタリア革命」は、戦時共産主義と呼ばれるものだった。その中心となった食糧徴発は農民の激しい抵抗に遭ったため、ボリシェヴィキは1921年に新経済政策への転換を余儀なくされた。レーニンは戦時共産主義を振り返って次のように述べた。

### 『テロリズムと共産主義』
カウツキーはその後もボリシェヴィキを批判し続けた。1919年の『テロリズムと共産主義』では、パリ・コンミューンとソヴィエトを対比し、ボリシェヴィキが報道の自由を制限していることや赤色テロルを行使していることを批判した。これについてはトロツキーが同名の著書『テロリズムと共産主義』で反論し、「ソヴィエト制度の存在という事実そのものの歴史的・革命的重要性を認めるものは、赤色テロルをも容認しなければならない」と主張した。

### ローザ・ルクセンブルクのロシア革命論
ローザ・ルクセンブルクは、1918年秋に獄中で書き、死後の1922年に出版された草稿においてボリシェヴィキによる憲法制定議会の解散を批判した。憲法制定議会が十月の急展開によって乗り越えられた過去を反映するものだというなら、再選挙すべきだった。また、出版の自由や結社・集会の権利がソヴィエト政府の反対者に停止されていることを問題とし、「プロレタリアートの歴史的使命は、権力を握ったときに、ブルジョア民主主義の代りに社会主義的民主主義を創始することであって、あらゆる民主主義を廃棄してしまうことではない」と論じた。
ただし、その後のドイツ革命の展開の中では、ルクセンブルク自身も「全権力をレーテ（労兵評議会）へ」というスローガンを掲げ、ブルジョア議会主義を否定した。レーニンはこの事情に触れて「ローザ・ルクセンブルグは〔……〕1918年に獄中の著作で誤りをおかした（ただし、彼女自身、出獄後、1918年の終りから1919年の初めにかけて自分の誤りの大半を訂正した）」と評した。

## 評価
ドミトリー・ヴォルコゴーノフは、本書をプラグマティックで断言的、理論よりも政治中心であり、カウツキーへの罵詈雑言に満ちていることから「本当にロシアのインテリが書いたものだろうかと疑いたくなる」と厳しく批判した。